# جیم موریس
جیم موریس (۳۱ اوت ۱۹۳۵–۲۸ ژانویه ۲۰۱۶) بدنساز آمریکایی بود که به دلیل قهرمانی در مسابقات در طول سی سال زندگی حرفه ای شهرت داشت. از جمله عناوین کسب شده توسط موریس عبارتند از: Mr. USA (1972)، AAU Mr. America (1973)، Mr. International (1974)، و Mr. در سن ۵۰ سالگی، او یک گیاهخوار شد و بیش از ۱۵ سال به وگانیسم روی آورد، رژیمی که او بخش عمده ای از سلامتی عالی خود را مدیون آن دانست. او برای یک تبلیغ PETA در حمایت از سبک زندگی وگانیسم برهنه عکس گرفت.وی یک ورزشکار همجنسگرا بود.در مارس ۲۰۱۴ یک فیلم مستند کوتاه با بازی جیم موریس با عنوان Jim Morris: Lifelong Fitness در یوتیوب منتشر شد. این فیلم بر روی حرفه بدنسازی مادام العمر، سبک زندگی وگان و اشتیاق موریس برای شکستن کلیشه‌های وابسته به سالمندان تمرکز دارد.